# 領玄寺

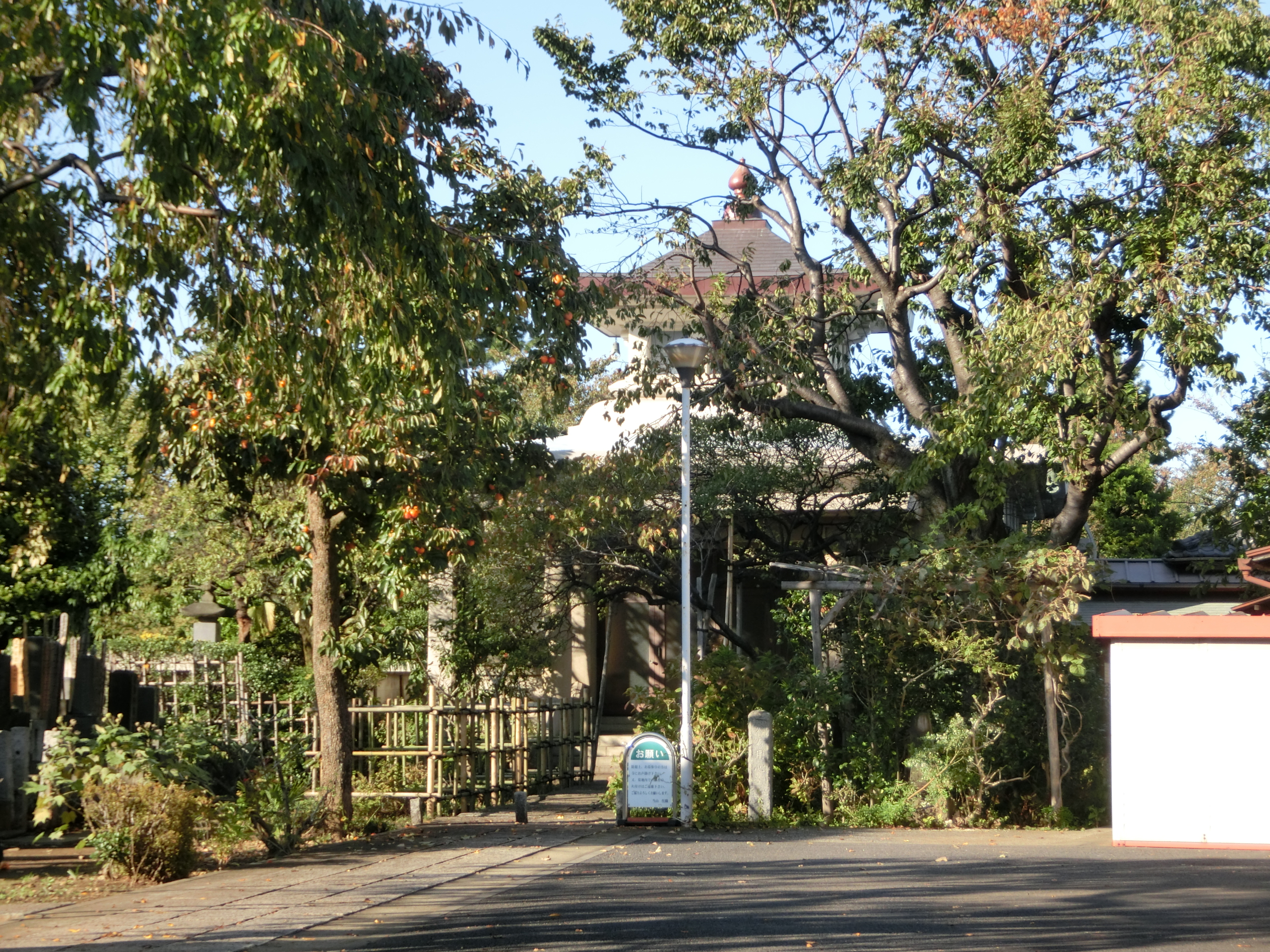
領玄寺

領玄寺（りょうげんじ）は、東京都台東区谷中にある日蓮宗の寺院。山号は日長山。旧本山は身延山久遠寺、通師・堀之内法縁。境内には領玄寺貝塚（縄文時代中期）がある。

## 歴史
- 慶安2年（1649年）領玄院日長（谷中感應寺（現谷中天王寺）9世）の中興で再興された。

## 境内
- 本堂　昭和38年（1963年）再建。
- 山門
- 領玄寺貝塚　貝殻、石斧石鏃等の石器、縄文土器等が出土した。

## 人物
- 中濃教篤　政治社会運動家

## 交通アクセス
- 千代田線根津駅より徒歩約8分（経路案内）。
- 千代田線千駄木駅より徒歩約9分（経路案内）。
- 日暮里駅より徒歩約14分（経路案内）。

## 参考資料
- 日蓮宗寺院大鑑編集委員会『宗祖第七百遠忌記念出版 日蓮宗寺院大鑑』大本山池上本門寺 (1981年)
- 御府内寺社備考